# 크리스마스 캐럴 (1971년 영화)
크리스마스 캐롤(A Christmas Carol)은 미국에서 제작된 리처드 윌리엄스 감독의 1971년 애니메이션, 가족, 판타지, 드라마 영화이다. 알라스테어 심 등이 주연으로 출연하였고 리처드 윌리엄스 등이 제작에 참여하였다.

## 출연

### 주연
- 알라스테어 심
- 마이클 홀든

### 조연
- 멜빈 헤이스
- 조안 심즈
- 폴 휫선-존스
- 데이빗 테이트
- 다이아나 퀵
- 펠릭스 펠튼
- 마이클 레드그레이브

## 같이 보기
- 크리스마스 영화 목록